# Between Thought and Expression: The Lou Reed Anthology
Between Thought and Expression: The Lou Reed Anthology è un box set di Lou Reed pubblicato nel 1992 per i venti anni della sua attività da solista.

## Tracce

### Disco 1
1. I Can't Stand It      -      2:36
2. Lisa Says             -      5:33
3. Ocean                 -      5:06
4. Walk on the Wild Side -  4:13
5. Satellite of Love    -   3:39
6. Vicious               -      2:55
7. Caroline Says l        -     3:57
8. How Do You Think It Feels -  3:43
9. Oh Jim                      5:12
10. Caroline Says ll—4:13
11. The Kids            -        7:51
12. Sad Song            -        7:08
13. Sweet Jane (live)    -       7:57
14. Kill Your Sons      -        3:37
15. Coney Island Baby    -       6:37

### Disco 2
1. Nowhere At All -  3:15
2. Kicks   -    6:02
3. Downtown Dirt  - 4:17
4. Rock & Roll Heart   -  3:06
5. Vicious Circle   -    2:52
6. Temporary Thing   -      5:14
7. Real Good Time Together   -  3:21
8. Leave Me Alone   -      5:33
9. Heroin   -    12:20
10. Here Comes the Bride  - 6:06
11. Street Hassle  -     11:00
12. Metal Machine Music  -    1:32
13. The Bells  -   6:31

### Disco 3
1. America   -   2:50
2. Think It Over -    3:26
3. Teach the Gifted Children  - 3:15
4. The Gun   -    3:41
5. The Blue Mask  -   5:03
6. My House   -    5:25
7. Waves of Fear   -    4:13
8. Little Sister   -    6:07
9. Legendary Hearts  -    3:24
10. The Last Shot   -    3:23
11. New Sensations    -   5:44
12. My Friend George   -    3:56
13. Doin' the Things That We Want To -   3:56
14. The Original Wrapper    -   3:39
15. Video Violence  -     5:35
16. Tell It to Your Heart  - 5:12
17. Voices of Freedom - 5:15